# Osebni stečaj
Postopek osebnega stečaja je stečajni postopek zaradi insolventnosti. Insolventnost je položaj, ki nastane, če dolžnik v daljšem obdobju ni sposoben poravnati vseh svojih obveznosti, ki so zapadle v tem obdobju (trajnejša nelikvidnost) ali postane dolgoročno plačilno nesposoben. Trajnejša nelikvidnost nastopi pri dolžniku, ki je potrošnik:
-  če za več kot dva meseca zamuja z izpolnitvijo ene ali več obveznosti v skupnem znesku, ki presega trikratnik njegove plače, nadomestil ali drugih prejemkov, ki jih prejema redno v obdobjih, ki niso daljša od dveh mesecev, ali
-  če je nezaposlen in ne prejema nobenih drugih rednih prejemkov ter za več kot dva meseca zamuja z izpolnitvijo obveznosti, ki presega 1.000 eurov.
Dolgoročna plačilna nesposobnost nastopi, če je vrednost dolžnikovega premoženja manjša od vsote njegovih obveznosti.
Osnovni namen osebnega stečaja je, da bi vsi upniki iz premoženja stečajnega dolžnika prejeli plačilo svojih navadnih terjatev do stečajnega dolžnika hkrati in v enakih deležih. Drugi namen, ki ga stečajni dolžnik lahko zasleduje s postopkom osebnega stečaja, je odpust njegovih obveznosti.

## Odpust obveznosti
Postopek za odpust obveznosti se izvede znotraj postopka osebnega stečaja. Stečajni dolžnik lahko do izdaje sklepa o končanju postopka osebnega stečaja vloži predlog za odpust svojih obveznosti, ki so nastale do začetka postopka osebnega stečaja, v delu, v katerem v tem postopku ne bodo plačane. Stečajni dolžnik mora predlogu za odpust obveznosti priložiti izjavo, da ni ovir za odpust njegovih obveznosti iz 399. člena ZFPPIPP. V predlogu za odpust obveznosti mora dolžnik opisati okoliščine, ki so podlaga za določitev preizkusnega obdobja po četrtem odstavku 400. člena ZFPPIPP, in mu priložiti dokaze o obstoju teh okoliščin.

### Namen odpusta obveznosti in ovire za odpust
Namen odpusta obveznosti je poštenemu in vestnemu stečajnemu dolžniku omogočiti, da preneha tisti del njegovih obveznosti, ki jih ni zmožen izpolniti iz premoženja, ki ga ima ob začetku postopka osebnega stečaja ali ki ga lahko pridobi med postopkom osebnega stečaja do poteka preizkusnega obdobja. Odpust obveznosti ni dovoljen:
1.     če je bil stečajni dolžnik pravnomočno obsojen za kaznivo dejanje proti premoženju ali gospodarstvu, razen če je ta obsodba do poteka preizkusnega obdobja že izbrisana iz kazenske evidence ali če se do poteka preizkusnega obdobja izpolnijo pogoji za njen izbris na podlagi zakonske rehabilitacije, ali
2.     če je bilo o odpustu obveznosti stečajnemu dolžniku že pravnomočno odločeno v naslednjih primerih in od pravnomočnosti sklepa ali sodbe še ni preteklo deset let:
-  če so bile stečajnemu dolžniku njegove obveznosti že odpuščene,
-  če je bil predlog stečajnega dolžnika za odpust obveznosti zavrnjen, ker je dolžnik kršil svoje obveznosti iz 383.b, 384., 386. ali 401. člena ZFPPIPP, ali če iz ravnanj stečajnega dolžnika v zadnjih petih letih pred uvedbo postopka osebnega stečaja ali glede na njegov premoženjski položaj izhaja, da bi bil odpust obveznosti temu stečajnemu dolžniku v nasprotju z namenom odpusta obveznosti ali
-  če je bil sklep o odpustu obveznosti razveljavljen po 411. členu ZFPPIPP.

### Zloraba odpusta obveznosti
Velja, da predlog za odpust obveznosti pomeni zlorabo pravice do odpusta obveznosti v naslednjih primerih:
1.     če je stečajni dolžnik v zadnjih petih letih pred uvedbo postopka osebnega stečaja ali po njegovi uvedbi dal neresnične, nepravilne ali nepopolne podatke, ki jih davčni organ potrebuje za pobiranje davkov ali prispevkov, zaradi česar mu je pristojni davčni organ dodatno ali naknadno odmeril davek ali naložil plačilo prispevkov v znesku najmanj 4.000 evrov,
2.     če je stečajni dolžnik v zadnjih petih letih pred uvedbo postopka osebnega stečaja z neresničnimi, nepravilnimi ali nepopolnimi podatki o svojem premoženjskem položaju v svojo korist ali v korist druge fizične ali pravne osebe pridobil posojilo, subvencijo ali pomoč iz javnih sredstev v znesku najmanj 4.000 evrov,
3.     če je stečajni dolžnik v zadnjih petih letih pred uvedbo postopka osebnega stečaja prevzemal obveznosti, ki so nesorazmerne z njegovim premoženjskim položajem, ali če je razpolagal s svojim premoženjem neodplačno ali za neznatno plačilo,
4.     če je stečajni dolžnik izvedel pravno dejanje, ki ima po 271. členu ZFPPIPP značilnost izpodbojnega pravnega dejanja in je bil v skladu z 277. členom ZFPPIPP uveljavljen zahtevek za izpodbijanje tega pravnega dejanja, ali
5.     če lahko stečajni dolžnik glede na svoj premoženjski položaj v celoti izpolni svoje obveznosti.